# Czerwone i białe
Czerwone i białe – polski film obyczajowy z 1975 roku w reżyserii Pawła Komorowskiego. Adaptacja powieści Jana Pierzchały pt. Krzak gorejący. Roboczy tytuł filmu, pod którym był anonsowany w prasie branżowej, nosił tytuł pierwowzoru literackiego. Obraz nie spotkał się z uznaniem krytyki.

## Fabuła
Skomplikowane i często tragiczne losy Polaków podczas obydwu wojen światowych oraz okresu międzywojennego ukazane na przykładzie Rafała Naziemca, jego bliskich i znajomych.

## Obsada
- Czesław Jaroszyński – Rafał Naziemiec
- Henryk Bista – Karol Krauze, przyrodni brat Rafała
- Elżbieta Jodłowska – Jadwiga, siostra Rafała
- Anna Milewska – Nascia Radwanówna
- Jan Englert – Edward Ocieski
- Ludwik Benoit – przewoźnik
- Jadwiga Chojnacka – Elżbieta Taniejewa
- Bogusław Sochnacki – podoficer rosyjski
- Lech Grzmociński – „Czarniawy”
- Jerzy Kamas – „Bystry”
- Jerzy Nowak – Żyd
- Wirgiliusz Gryń – spadochroniarz radziecki
- Hanna Bedryńska – ciotka
- Irena Burawska – matka
- Henryk Dłużyński – prokurator
- Marek Dobrowolski – mąż Ireny
- Ewa Maria Hesse – Irena
- Celina Klimczakówna – wdowa
- Tadeusz Madeja – Niżko
- Zygmunt Malawski – sędzia
- Bohdan Mikuć – komunista
- Walentyna Mołdawanowa – Rosjanka
- Wojciech Pilarski – adwokat
- Jadwiga Siennicka – gospodyni
- Józef Zbiróg – śledczy
- Jan Zdrojewski – carski oficer